# Heuglin-hantmadár
A Heuglin-hantmadár (Oenanthe heuglini) a madarak osztályának a verébalakúak (Passeriformes) rendjéhez és a  légykapófélék (Muscicapidae) családjához tartozó faj.

## Rendszerezése
A fajt Otto Finsch és Gustav Hartlaub írták le 1870-ben, a Saxicola nembe Saxicola Heuglini néven. Sorolták a barnamellű hantmadár (Oenanthe bottae) alfajaként Oenanthe bottae heuglini néven is. Magyar és tudományos faji nevét Theodor von Heuglin ornitológusról kapta.

## Előfordulása
Afrika középső részén, Benin, Burkina Faso, Csád, Kamerun, a Közép-afrikai Köztársaság, Elefántcsontpart, Etiópia, Ghána, Kenya, Mali, Mauritánia, Niger, Nigéria, Szudán, Togo és Uganda területén honos. 
A természetes élőhelye a szubtrópusi vagy trópusi füves puszták és szavannák valamint legelők és szántóföldek. Állandó, nem vonuló faj.

## Megjelenése
Testhossza 14 centiméter, testtömege 17–23 gramm.

## Életmódja
Rovarokkal táplálkozik. 

## Természetvédelmi helyzete
Az elterjedési területe rendkívül nagy, egyedszáma pedig stabil. A Természetvédelmi Világszövetség Vörös listáján nem fenyegetett fajként szerepel.